# Gmina Tuliszków
Die Tuliszków ist eine Stadt-und-Land-Gemeinde im Powiat Turecki der Woiwodschaft Großpolen in Polen. Ihr Sitz ist die gleichnamige Stadt (deutsch Tuliszkow) mit etwa 3250 Einwohnern.

## Gliederung
Zur Stadt-und-Land-Gemeinde (gmina miejsko-wiejska)  gehören neben der Stadt Tuliszków weitere 22 Dörfer (deutsche Namen, amtlich bis 1945) mit einem Schulzenamt (solectwo):
Babiak
Dryja
Gadowskie Holendry (Gadower Holland)
Gozdów
Grabowiec
Grzymiszew (Grzymiszew, 1943–1945 Grimsdorf)
Imiełków
Józinki
Kępina
Kiszewy
Krępa (Krempa)
Nowy Świat
Ogorzelczyn
Piętno (Pietnow, 1943–1945 Wallgen)
Ruda
Sarbicko (Gerbitz)
Smaszew (Smaszew, 1943–1945 Hasenwald)
Tarnowa
Wielopole
Wróblina
Wymysłów
Zadworna